# Teatro Calderón (Madrid)
El Teatro Calderón (Teatro Caser Calderón por motivos de patrocinio) es una sala de teatro de Madrid, España, ubicado en el n.º 18 de la calle de Atocha (justo enfrente de la plaza de Jacinto Benavente).

## Historia
El 18 de junio de 1917 se inauguró el Teatro Odeón, hoy conocido con el nombre de Calderón. Es, seguramente, uno de los edificios más bellos del centro de Madrid, tanto por su arquitectura exterior como por la decoración del interior. Fue proyectado por el arquitecto Eduardo Sánchez Eznarriaga. Las vidrieras del vestíbulo son de Maumejean y las pinturas de la sala de Demetrio Monteserín. Tiene capacidad para más de mil espectadores. Ocupa parte del solar del antiguo Convento de los Trinitarios Calzados. Un año después de su inauguración pasó a manos del Centro de Hijos de Madrid, y comenzó a ser conocido como Teatro del Centro. Volvió a cambiar de propietario y de nombre en 1927. Siendo propiedad del Duque del Infantado pasó a ser llamado Teatro Calderón.

### Representaciones históricas
Por su gran aforo, más que por las condiciones técnicas del escenario, ha sido durante casi toda su historia un teatro para espectáculos líricos. Durante la II República fue teatro de ópera y tras la Guerra Civil fue el escenario predilecto de los artistas líricos de zarzuela, así se titulaban como compañía titular la de los "Ases líricos" que debutaban y emprendían las turnés de retorno durante años, en 1946 la compañía era dirigida por Salvador Videgain García llevando en la misma a artistas tan conocidos como Pepita Embill, Plácido Domingo Ferrer, Luis Barbero, Selica Pérez Carpio, Carmen Andrés y otros reputados artistas que traían grandes llenos durante su estancia con repertorio de Zarzuela, después alternaba espectáculos de la copla andaluza y a partir de los años cincuenta de la Revista. La zarzuela también ha sido una constante intermitente de su programación. También fue sede de la Orquesta Sinfónica de Madrid. El 22 de enero de 1999, siendo inquilino el empresario José Luis Moreno ocurrió un desgraciado accidente: Se desprendió una gran piedra de la cornisa impactando sobre un coche que estaba esperando el cambio del semáforo. Una joven perdió la vida y el teatro fue clausurado temporalmente. En los últimos años programa regularmente grandes espectáculos musicales nacionales e internacionales. En 2005 el edificio fue adquirido por la  Promotora de inversiones Rialto. Algunos espectáculos estrenados en el teatro Calderón han sido: La loca de la casa (1919), El niño de las monjas (1923), El demonio fue antes Ángel (1912), Cuando los hijos de Eva no son los hijos de Adán (1931), Luisa Fernanda (1932),  La chulapona (1934), La tarará (1940), Alhambra (1941), La Tirana (1942),  La infanzona (1947), Requiebro (1954),  Metidos en harina (1956), Lava la señora, lava el caballero (1964), Candelas (1977), Mata-Hari (1983), Mamá, quiero ser artista (1986), Carmen, Carmen (1988), Hello Dolly (2001), We will rock you (Queen) (2003).

### Patrocinios
El 24 de enero de 2007, por motivos de patrocinio (naming rights), el Teatro Calderón fue renombrado a Teätro Häagen Dazs Calderón por la marca de helados Häagen Dazs. En 2012, se volvió a renombrar a Teatro Caser Calderón, por la empresa de seguros Caser.